# Romain Métanire
Romain Métanire (Metz, 28 marzo 1990) è un calciatore malgascio, difensore dello Spokane Velocity e della nazionale malgascia.

## Caratteristiche tecniche
È un terzino sinistro.

## Carriera
Cresciuto nelle giovanili del Metz, ha esordito in prima squadra il 29 ottobre 2010 in occasione del match pareggiato 1-1 contro il Clermont Foot. Dopo una breve parentesi in Belgio con la maglia del Kortrijk, il difensore viene ceduto allo Stade Reims nel 2017.

## Statistiche

### Presenze e reti nei club
Statistiche aggiornate al 17 marzo 2018.
| Stagione        | Squadra         | Campionato      | Campionato | Campionato | Coppe nazionali | Coppe nazionali | Coppe nazionali | Coppe continentali | Coppe continentali | Coppe continentali | Altre coppe | Altre coppe | Altre coppe | Totale | Totale | Totale |
| Stagione        | Squadra         | Comp            | Pres       | Reti       | Comp            | Pres            | Reti            | Comp               | Pres               | Reti               | Comp        | Pres        | Reti        | Pres   | Reti   |        |
| --------------- | --------------- | --------------- | ---------- | ---------- | --------------- | --------------- | --------------- | ------------------ | ------------------ | ------------------ | ----------- | ----------- | ----------- | ------ | ------ | ------ |
| 2010-2011       | Metz            | L2              | 3          | 0          | CF+CdL          | 0               | 0               |                    | -                  | -                  |             | -           | -           | 3      | 0      |        |
| 2011-2012       | Metz            | L2              | 32         | 0          | CF+CdL          | 2+1             | 0               |                    | -                  | -                  |             | -           | -           | 35     | 0      |        |
| 2012-2013       | Metz            | L2              | 33         | 0          | CF+CdL          | 2+3             | 0               |                    | -                  | -                  |             | -           | -           | 38     | 0      |        |
| 2013-2014       | Metz            | L1              | 33         | 0          | CF+CdL          | 0+1             | 0               |                    | -                  | -                  |             | -           | -           | 34     | 0      |        |
| 2014-2015       | Metz            | L1              | 34         | 0          | CF+CdL          | 1+1             | 0               |                    | -                  | -                  |             | -           | -           | 36     | 0      |        |
| 2015-2016       | Metz            | L2              | 23         | 2          | CF+CdL          | 1+1             | 0               |                    | -                  | -                  |             | -           | -           | 25     | 2      |        |
| Totale Metz     | Totale Metz     | Totale Metz     | 161        | 2          |                 | 13              | 0               |                    | -                  | -                  |             | -           | -           | 174    | 2      |        |
| 2016-gen. 2017  | Kortrijk        | D1              | 18         | 0          | CB              | 3               | 0               |                    | -                  | -                  |             | -           | -           | 21     | 0      |        |
| gen.-giu. 2017  | Stade Reims     | L2              | 17         | 0          | CF+CdL          | 0               | 0               |                    | -                  | -                  |             | -           | -           | 17     | 0      |        |
| 2017-2018       | Stade Reims     | L2              | 32         | 0          | CF+CdL          | 2+1             | 0               |                    | -                  | -                  |             | -           | -           | 35     | 0      |        |
| Totale carriera | Totale carriera | Totale carriera | 228        | 2          |                 | 19              | 0               |                    | -                  | -                  |             | -           | -           | 120    | 15     |        |

## Palmarès

### Club

#### Competizioni nazionali
- Campionato francese di seconda divisione: 1

Metz: 2013-2014